# Difluordisulfan
Difluordisulfan ist eine chemische Verbindung zwischen Fluor und Schwefel und isomer zu Thiothionylfluorid.

## Gewinnung und Darstellung
Difluordisulfan kann durch Reaktion von Silber(I)-fluorid mit Schwefel bei 125 °C gewonnen werden.
{\displaystyle \mathrm {2\ AgF+3\ S\longrightarrow FSSF+Ag_{2}S} }

## Eigenschaften
Difluordisulfan ist ein farbloses Gas mit unangenehmem Geruch. Es wandelt sich bei höheren Temperaturen und Drücken in das stabilere Thiothionylfluorid und dann weiter in Schwefeltetrafluorid und Schwefel um. Selbst bei Raumtemperatur wandelt sich die Verbindung bei Anwesenheit von Fluorwasserstoff oder Natriumfluorid in Thiothionylfluorid um. Mit Stickstoffdioxid reagiert Difluordisulfan im Gegensatz zu Thiothionylfluorid zu Nitrosylfluorosulfat.
{\displaystyle \mathrm {2\ S_{2}F_{2}\ \longrightarrow SF_{4}+3\ S} }